# 三人の日々
『三人の日々』（さんにんのひび）は、谷口ジローによる日本の漫画作品である。

## 概説
1991年に発表した『犬を飼う』及び『そして…猫を飼う』並びに1992年に発表した『庭のながめ』の続編である。子供がいない夫婦と家出をしてきた姪との生活が描かれている。『犬を飼う』に、本作と本作の前編となる『そして…猫を飼う』及び『庭のながめ』の猫三部作とを合わせ、『犬を飼う』シリーズと呼ばれる。いずれも動物と人間の心のつながりやふれあいを主題とした作品である。生前に「決定版」の編集者がシリーズの新作を打診したところ、前日譚なら描けるかもしれないと前向きだったという。

## 初出
本作は、ビッグコミック第25巻第21号（1992年9月25日（18）号）で発表された。

## 単行本
単行本『犬を飼う』に、他の『犬を飼う』シリーズ3作と共に所収されている。
日本語
単行本『犬を飼う』は四たび刊行されている。先ずは、『犬を飼う』シリーズ4作品に、同じく動物が登場する『約束の地』を収録し1992年に刊行、同じ内容で2002年に文庫本化された。2009年には谷口ジロー選集の一書として前述の5作品に矢張り動物が登場する『百年の系譜』など7作品の合冊が、2018年には『犬を飼う』シリーズ及び『百年の系譜』の5作品を、新たに製版し多色の頁も忠実に再現するなどの施しをした「決定版」が刊行された。
- 『犬を飼う』小学館〈ビッグコミックススペシャル〉、1992年10月24日。ISBN 4-09-183711-5。 NCID BN14509646。OCLC 674879511。全国書誌番号:93008187。[7]
- 『犬を飼う』小学館〈小学館文庫〉、2002年1月1日。ISBN 4-09-415001-3。 NCID BB25214956。OCLC 676142600。全国書誌番号:20228730。[8][10]
- 『谷口ジロー選集 犬を飼うと12の短編』小学館〈ビッグコミックススペシャル〉、2009年10月5日。ISBN 978-4-09-182683-1。 NCID BB06307120。OCLC 675518929。全国書誌番号:21666680。[9][11]
- 『犬を飼う そして…猫を飼う』小学館、2018年7月4日。ISBN 978-4-09-179256-3。 NCID BB26998501。OCLC 1050214596。全国書誌番号:23076634。[注 2][12][13]

中国語
- 『親親狗寶貝』時報文化出版企業、1999年1月。ISBN 9571329940。OCLC 816165776。
- 『先養狗，然後……養了貓。』大塊文化出版、2021年7月1日。ISBN 9789865549992。OCLC 1341191390。[14]

イタリア語
- Allevare un cane e altri racconti. Planet Manga. Panini. (2003-12). ISBN 888343207X. OCLC 799354923[15]
- Allevare un cane e altri racconti. Jiro Taniguchi collection. Panini. (2011-04-01). ISBN 9788883432071. OCLC 799354923[16]
- Allevare un cane e altri racconti. Taniguchi Deluxe Collection. Panini. (2019-01-25). ISBN 9788891286833. OCLC 1153180278[17]

スペイン語
- Tierra de sueños. Ponent Mon. (2004). ISBN 84-96427-11-0. OCLC 433240191[18]
- Mascotas Un paseo en compañía. Ponent Mon. (2020-10-21). ISBN 9788417318918. OCLC 1335663085[19]

フランス語
- Terre de rêves. Casterman. (2005-03-24). ISBN 2-203-39619-9. NCID BA81817633. OCLC 469960909[20]

朝鮮語
- 『개를 기르다』청년사、2005年9月26日。ISBN 8972785318。OCLC 1077671456。
- 『개를 기르다 그리고... 고양이를 기르다』문학동네、2022年12月7日。ISBN 978-89-546-8551-1。[21]

ドイツ語
- Träume von Glück. Carlsen. (2008-09). ISBN 978-3-551-77659-4. OCLC 434506012[22]

## 脚註

### 註釈
1. ↑  小学館に所属する『犬を飼う そして…猫を飼う』編集者の今本統人[1]。
2. ↑  書名を変えたのは、猫三部作が認知されてこなかったからだという[1]。